# とやま同人誌会
とやま同人誌会（とやまどうじんしかい）は、富山県の文学同人の連合会である。富山県芸術文化協会管轄。

## 発足
戦時中、思想統制が激しく、散文で具体的に事象を書く小説は、厳しく検閲されたことに加え、紙の入手が困難になったため、全国的に同人誌の発行は困難になっていた。富山でも、同人誌の発刊の記録はなかったが、戦後に同人誌文化が芽を吹き返すと、昭和21年創刊の「文燈」を皮切りに、多くの富山県内文学同人誌が発刊された。
このような中、昭和44年に、いくつかの同人誌が集まり、お互いに切磋琢磨して作品を向上させることを目的として、「現代文学の方向を探る」というテーマの文学シンポジウムが開かれる。それがきっかけとなり、昭和47年に同人誌連絡会が作られ、それをもとに昭和55年9月にとやま同人誌会として発足した。

## 概要
発足当時の参加同人は、以下の9同人。
- あづみ文学
- オデッセイ
- かいむ
- 瘤
- 野の声
- 氷見文学
- 渤海
- 裸人

会は、毎年講師を招いて講演会を持ち、そのあとその年に発行された同人誌の中から数作を合評している。

## 歴代会長
| 任期              | 氏名       | 所属同人誌   |
| ----------------- | ---------- | ------------ |
| 昭和47年~昭和56年 | 伊藤了一   | 「氷見文学」 |
| 昭和56年~平成11年 | 金山嘉城   | 「裸人」     |
| 平成12年~平成14年 | 横田茂     | 「渤海」     |
| 平成14年~平成15年 | 山崎寿美子 | 「野の声」   |
| 平成16年~平成17年 | 長井朝男   | 「青嵐」     |
| 平成18年~平成21年 | 谷内田重次 | 「裸人」     |
| 平成23年~平成24年 | 河原桂介   | 「野の声」   |
| 平成25年~平成26年 | 上田千之   | 「渤海」     |
| 平成27年~平成28年 | 田中洋     | 「風紋」     |
| 平成29年~令和2年  | 金山嘉城   | 「裸人」     |
| 令和3年~          | 白川荘子   | 「素粒」     |